# Classic Rock
Classic Rock es una revista británica dedicada exclusivamente a la música rock, publicada por TeamRock, quienes son los encargados de las publicaciones de otras revistas similares como Metal Hammer y Prog magazine. Aunque se enfoca principalmente en bandas entre las décadas de 1960 y 1990, también se incluyen algunos artículos de bandas del nuevo milenio. En septiembre de 2010 se publicó su edición n.º 150.

## Contribuyentes notables
- Malcolm Dome
- Mick Wall
- Jon Hotten
- Geoff Barton